# Bazylika Narodzenia Najświętszej Maryi Panny w Senglei
Bazylika Narodzenia Najświętszej Maryi Panny (ang. Basilica of the Nativity of Mary), znana też jako Bazylika Matki Bożej Zwycięskiej (malt. Bażilika tal-Madonna tal-Vitorja, ang. Basilica of Our Lady of Victories) – rzymskokatolicki kościół parafialny w Senglei na Malcie. Dedykowany jest Narodzeniu Dziewicy Maryi.

## Historia
Najbardziej prawdopodobnym jest, że kościół zbudowany został przez architekta Vittorio Cassara w roku 1580, jako pomnik zwycięstwa chrześcijan w Wielkim Oblężeniu Malty 1565 roku. Na fasadzie kościoła znajduje się łaciński napis  MONUMENTUM INSIGNIS VICTORIAE MDLXV (Pomnik Wielkiego Zwycięstwa 1565)

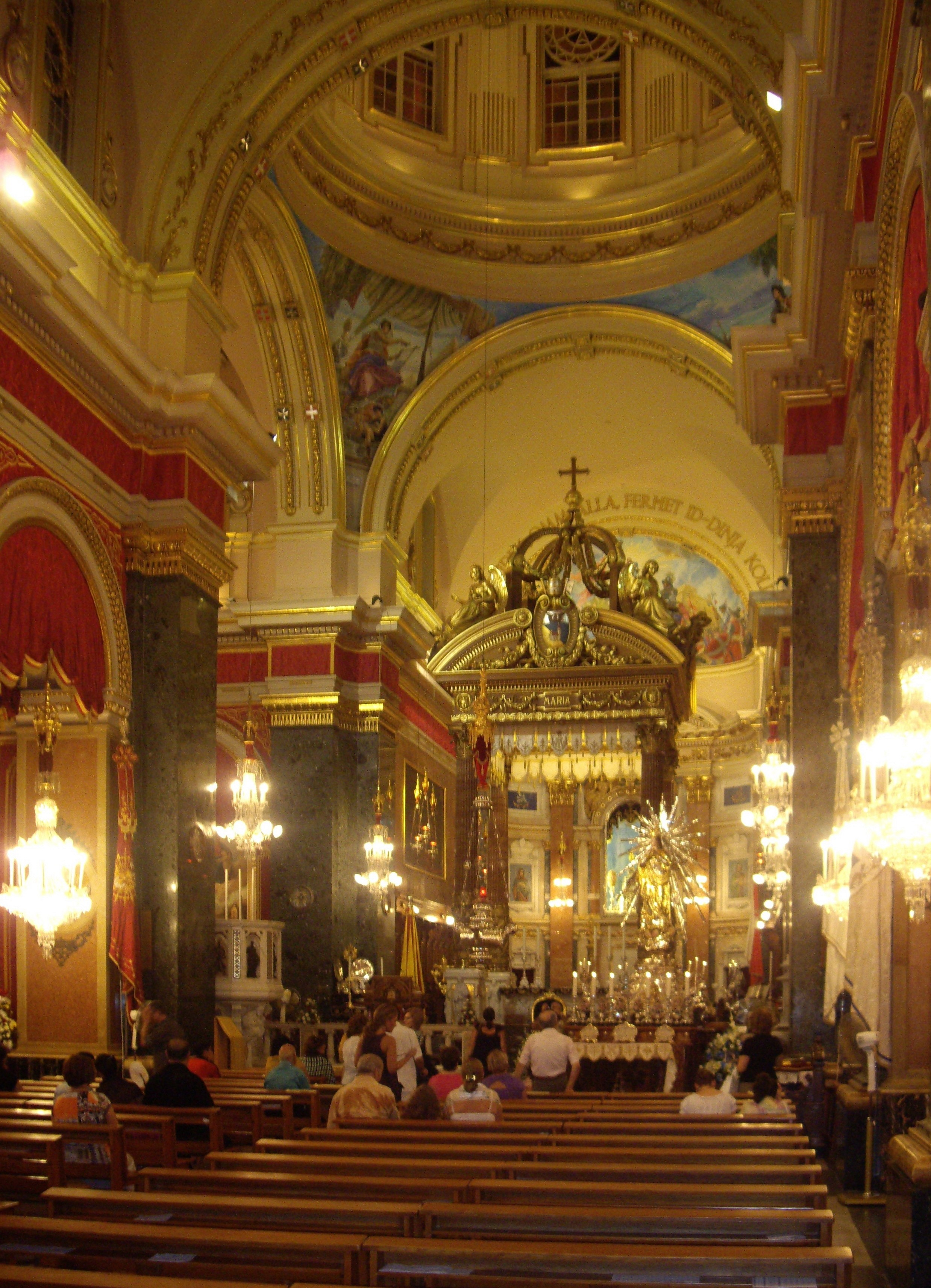
Wnętrze bazyliki

 Senglea została parafią w roku 1581, kościół został konsekrowany 20 października 1743 roku przez biskupa Paula Alphéran de Bussan. 21 maja 1786 roku papież Pius VI ogłosił kościół "Collegiata Insignis", zaś 3 stycznia 1921, papież Benedykt XV uhonorował kościół tytułem bazyliki. Po ukoronowaniu, w dniu 4 września 1921 roku, statuy Dziewicy Maryi, kościół został sanktuarium Matki Bożej.
Podczas II wojny światowej, w roku 1941, kościół został kompletnie zniszczony przez bombardowanie lotnicze. Po wojnie odbudowany i konsekrowany przez arcybiskupa Gonziego 24 sierpnia 1957 roku.
Budynek kościoła umieszczony jest na liście National Inventory of the Cultural Property of the Maltese Islands.

## Dzieła sztuki

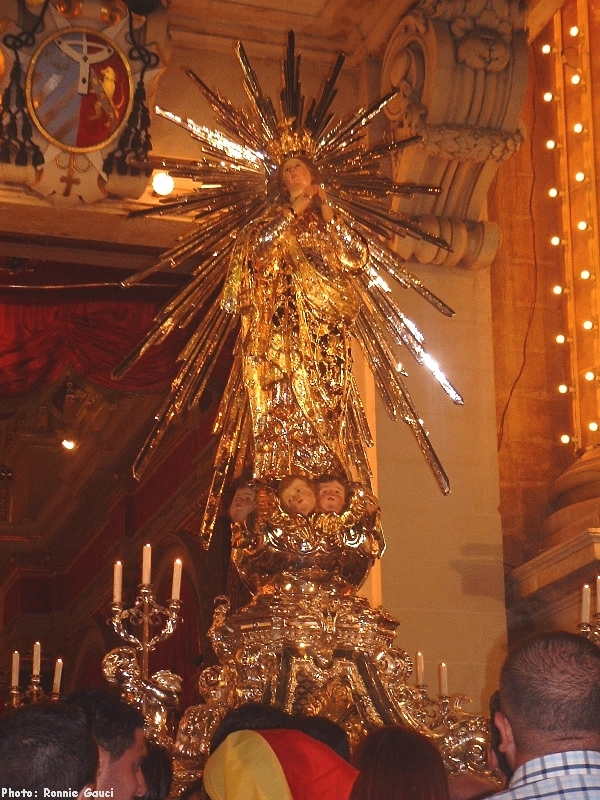
Il-Bambina

Głównym obiektem przyciągającym do bazyliki jest drewniana rzeźba Madonny, znana jako Il-Bambina lub Maria Bambina. Podaje się, że przybyła do bazyliki w roku 1618, w ciągu lat była malowana i pozłacana. Jej autor jest nieznany. W roku 1921 statua Maryi została ukoronowana. Złota korona zawiera diamenty i inne kamienie szlachetne.

W sierpniu 2017 roku zakończono odnawianie figury Maria Bambina